# Belle da morire
Belle da morire è un film del 1992 diretto da Riccardo Sesani.

## Trama
Eddie, impresario teatrale, ha diverse amanti, tra cui la bella Lucy. Nonostante ciò, preferisce non rinunciare al matrimonio con la ricca moglie Mary, molto innamorata di lui. Lucy, di fronte all'ennesimo rifiuto da parte di Eddie di rendere pubblica la loro relazione e dopo che le è stata rifiutata la parte principale nella Norma, si suicida gettandosi dal balcone del proprio appartamento.
Da quel momento la vita di Eddie viene sconvolta: dapprima una misteriosa figura vestita di nero s'introduce in casa sua con una rivoltella, mentre Eddie si trova con la moglie. Ne nasce una colluttazione tra Eddie e l'aggressore, il quale fugge nella notte. In seguito, una sua amante viene uccisa dopo avere avuto un rapporto sessuale con lui e così si ritrova anche indagato per omicidio. Del caso si occupa una bella giudice, coadiuvata dal suo vice.
Dopo un altro omicidio analogo, l'assassino viene identificato: convoca Mary nell'anfiteatro romano in cui deve andare in scena la Norma, ma gli agenti di polizia riescono a catturarlo. Solo a quel punto appare la sagoma dell'assassino coperta da un cappello a falde larghe e si svela la sua identità: una donna segretamente innamorata di Lucy, convinta che Eddie sia il vero responsabile del suo suicidio.